# Стефаун Йоуганн Стефаунссон
Стефаун Йоуганн Стефаунссон (ісл. Stefán Jóhann Stefánsson; 20 липня 1894 — 20 жовтня 1980) — ісландський політик, міністр закордонних справ (1941-1942), прем'єр-міністр країни від лютого 1947 до грудня 1949 року. Обіймав посаду посла Ісландії в Данії у 1957-1965 роках.